# Tanaididae
Tanaididae zijn een familie van  naaldkreeftjes.

## Taxonomie
De volgende taxa zijn bij de familie ingedeeld:
- Onderfamilie Archaeotanainae Sieg, 1980
  - Geslacht Allotanais Shiino, 1978
  - Geslacht Singularitanais Sieg, 1980
  - Geslacht Archaeotanais Sieg, 1980 → Allotanais Shiino, 1978
- Onderfamilie Langitanainae Sieg, 1980
  - Geslacht Arctotanais Sieg, 1980
  - Geslacht Langitanais Sieg, 1976
  - Geslacht Mekon Bamber & Boxshall, 2006
- Onderfamilie Pancolinae Sieg, 1980
  - Tribus Anatanaini Sieg, 1980
    - Geslacht Anatanais Nordenstam, 1930
    - Geslacht Zeuxo Templeton, 1840
    - Geslacht Zeuxoides Sieg, 1980

  - Tribus Pancolini Sieg, 1980
    - Geslacht Aviatanais Bamber, 2005
    - Geslacht Hexapleomera Dudich, 1931
    - Geslacht Monoditanais Sieg, 1980
    - Geslacht Pancoloides Sieg, 1980
    - Geslacht Pancolus Richardson, 1905
- Onderfamilie Sinelobinae Sieg, 1980
  - Geslacht Parasinelobus Sieg, 1980
  - Geslacht Sinelobus Sieg, 1980
  - Geslacht Xenosinelobus Chim & Tong, 2019
- Onderfamilie Tanaidinae Nobili, 1906
  - Geslacht Austrotanais Edgar, 2008
  - Geslacht Protanais Sieg, 1980
  - Geslacht Synaptotanais Sieg, 1980
  - Geslacht Tanais Latreille, 1831